# Leopoldo de Morais da Cunha Matos
Leopoldo de Morais da Cunha Matos GOM • GCNSC (Coimbra, Sé Nova, 27 de Abril de 1923 - 11 de Novembro de 2018) foi um engenheiro, político e filantropo português.

## Família
Filho mais velho de Leopoldo da Cunha Matos, sobrinho-bisneto por via matrilineal e natural da 1.ª Viscondessa de Dominguizo, e de sua mulher Madalena Angélica de Morais.

## Biografia
Licenciado em Engenharia Eletrotécnica pela Faculdade de Engenharia da Universidade do Porto, na área profissional, trabalhou como Engenheiro dos Serviços Municipalizados de Viseu, Engenheiro-Chefe dos Serviços de Eletricidade e Diretor-Delegado dos Serviços Municipalizados de Coimbra.
Católico, foi Dirigente de várias Organizações ligadas à Igreja e de beneficência, designadamente Membro da União Católica dos Industriais e Dirigentes do Trabalho, em Coimbra, da Acção Católica e das Conferências de São Vicente de Paulo, em Viseu, Coimbra e Porto, desempenhou as funções de Director do Centro de Democracia Cristã da Ordem dos Engenheiros, da Cruz Vermelha Portuguesa e do Grémio da Lavoura, em Viseu, integrou sendo Membro da Comissão Concelhia da União Nacional de Viseu e de Coimbra e Graduado da Mocidade Portuguesa.
Foi Membro da Comissão Executiva das Comemorações do 9.° Centenário da Reconquista Cristã de Coimbra e da Comissão do 40.° Aniversário do 28 de Maio de 1926, em Viseu.
Foi Presidente da Câmara Municipal de Viseu, e, nesta qualidade, integrou a Câmara Corporativa, em representação dos Municípios rurais dos Distritos de Aveiro, Viseu, Coimbra, Guarda, Castelo Branco, Leiria e Lisboa durante a IX Legislatura, entre 1965 e 1969, na qual fez parte da XI/11.ª Secção - Autarquias Locais, tendo subscrevido ou relatado um total de dois Pareceres: 7/IX - Plano Diretor da Região de Lisboa e 9/IX - Projeto do III Plano de Fomento, para 1968-1973 - Continente e Ilhas - Anexo VI - Melhoramentos Rurais.
Foi Governador Civil do Distrito de Coimbra de 1 de Agosto de 1970 a 25 de Abril de 1974, data em que foi demitido.
A 3 de Setembro de 1972, foi feito 75.º Sócio Honorário do Ginásio Clube Figueirense, na altura da inauguração da respectiva piscina.
Foi Irmão, Vice-Provedor em exercício e Provedor da Santa Casa da Misericórdia de Viseu e Irmão e Provedor da Santa Casa da Misericórdia de Coimbra entre 1981 e 1996.
Teve Brasão de Armas de Saraiva, da Cunha dos Senhores de Tábua, de Proença e Coutinho com timbre de Saraiva por Alvará de Confirmação do Conselho de Nobreza de D. Duarte Pio de Bragança de 15 de Julho de 1982. D. Duarte Pio de Bragança agraciou-o com a Grã-Cruz da Real Ordem Militar de Nossa Senhora da Conceição de Vila Viçosa.
Em 1985 escreveu "A Utilização do Troleicarro", Separata da revista "Electricidade - Energia - Electrónica", N.ºs 214-215, Agosto-Setembro de 1985.
A 4 de Março de 1998 foi feito Grande-Oficial da Ordem do Mérito.
Foi Vogal da Direção do Banco Alimentar Contra a Fome de Coimbra.
Foi o Confrade N.º 391 e o Irmão N.º 3.462 da Confraria da Rainha Santa Isabel de Coimbra.

## Casamento e descendência
Casou em Viseu, na Capela da Casa do Serrado, na presença do 80.º Bispo de Viseu D. José da Cruz Moreira Pinto, a 2 de Setembro de 1948 com Maria de Melo de Lemos e Alvelos Ferreira de Figueiredo Viana (24 de Novembro de 1922 - Abril de 2017), bisneta por via matrilineal do 1.° Visconde do Serrado, Senhora de toda a Casa de seu pai e, juntamente com sua única irmã mais velha Eugénia Maria Viana Ferreira de Melo de Lemos e Alvelos (Viseu, 22 de Fevereiro de 1920 - Viseu, Santa Maria de Viseu, Casa do Serrado, 25 de Janeiro de 2013), Fidalga de Cota de Armas partidas de de Lemos e de Alvelos, Senhora da Casa do Serrado, em Viseu, da Casa de Corvos à Nogueira e da Casa do Cabo em Cernache, condecorada com a Medalha ou Cruz de Honra Pro Ecclesia et Pontifice, solteira e sem geração, de toda a Casa de seus avós maternos, que teve Brasão de Armas de Lemos, de Alvelos, de Melo e Guedes por Alvará do Conselho de Nobreza de D. Duarte Nuno de Bragança passado a 12 de Abril de 1957, Consor N.º 396 e Irmã N.º 3.766 da Confraria da Rainha Santa Isabel de Coimbra, netas maternas de Luís Ferreira de Figueiredo e de sua mulher Maria de Melo de Lemos e Alvelos Castel-Branco, da qual teve três filhos e uma filha.